# Sigrid ten Napel

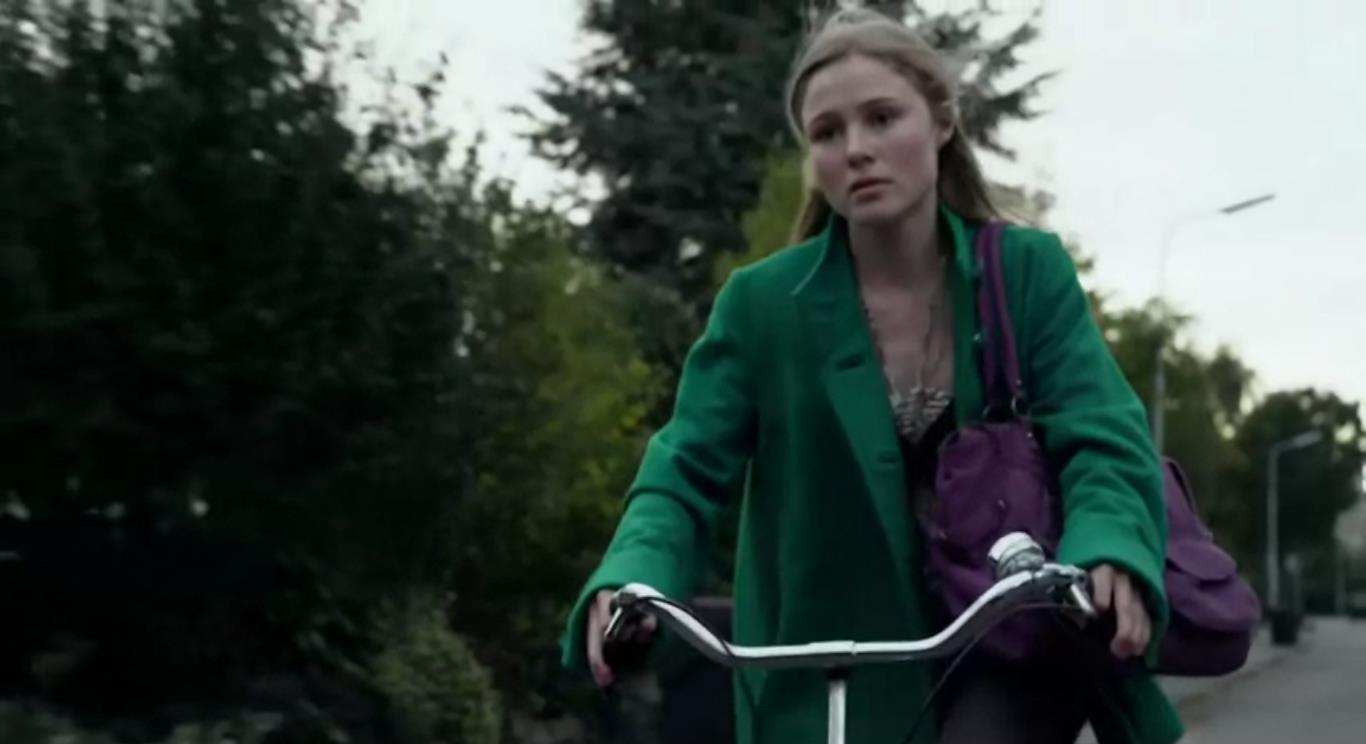
Ten Napel (2013).

Sigrid ten Napel est une actrice néerlandaise née le 19 février 1993 à Lekkerkerk (Krimpenerwaard) aux Pays-Bas.

## Biographie
Après voir fréquenté l'Erasmiaans Gymnasium de Rotterdam, elle commence sa formation d'actrice à l'Académie de théâtre de Maastricht en 2011 ; elle y est diplômée en 2015. Ten Napel fait ses débuts avec son rôle dans Atlantis. Après cela, elle joue dans le film One Night Stand Maite was here de Boudewijn Koole. Elle  apparait dans la série télévisée à succès Penoza (KRO), dans laquelle Ten Napel joue le rôle de Nathalie van Walraven. Dans la série télévisée Overspel (VARA), elle joue Marit, la petite-fille de l'entrepreneur immobilier Huub Couwenberg (Kees Prins). Overspel remporte le Veau d'or au Festival du film néerlandais 2012 dans la catégorie des fictions télévisées.
Pour son rôle dans Overspel et Line 32, elle est nommée pour le Veau d'or dans la catégorie "Télévision". Au cours du Festival du film néerlandais 2012, elle est présentée comme l'un des jeunes acteurs et actrices qui sont considérés comme une prometteurs pour l'avenir.
Dans le film VAST du réalisateur Rolf van Eijk, avec Tygo Gernandt, Ten Napel joue le rôle principal de l'adolescente Isabel, qui séjourne dans une institution fermée. Ce film remporte le Veau d'or au Festival du film néerlandais 2011 dans la catégorie des fictions télévisées et remporte également plusieurs prix dans des festivals internationaux.
Au cours de sa troisième année à la Toneelacademie, elle interprète Scenes uit een huwelijk, mis en scène par Ivo van Hove, avec le Toneelgroep Amsterdam.
Le long métrage Zomer est présenté en première au Festival du film néerlandais 2014. Ce film, réalisé par Colette Bothof, raconte l'histoire d'Anne (Ten Napel), 16 ans, qui se sent comme une étrangère jusqu'au moment où Lena arrive en moto dans le village. Pendant l'été, un amour naissant se développe entre les deux filles avec pour toile de fond le paysage du Brabant. Pour ce rôle, Ten Napel est nommée pour le Veau d'or à l'âge de 21 ans dans la catégorie "Meilleur premier rôle féminin".
À l'été 2014, Ten Napel joue le rôle principal féminin de Laura dans le premier long métrage Prins du réalisateur Sam de Jong. Il est présenté en première mondiale en 2015 en tant que film d'ouverture de la compétition "The Generation" à la Berlinale de Berlin. Pour ce rôle, Ten Napel reçoit une nomination au Golden Calf en 2015 pour le "Meilleur second rôle féminin".
Dans le long métrage international Paradise Suite de Joost van Ginkel, elle joue le rôle d'Antoinette au pair, avec des acteurs tels qu'Issaka Sawadogo et Magnus Krepper à ses côtés.
En janvier 2017, Ten Napel participe à un épisode de la série De gevaarlijkste wegen van de wereld. Ce mois-là, elle est également présentée comme candidate dans Wie is de Mol ?. Elle abandonne dans le quatrième épisode.
En 2017, Ten Napel devient membre du jury du film ShortCutz Amsterdam,.

## Filmographie

### Film
- 2009 : Atlantis (nl) : Elise
- 2009 : Maite was hier (nl) (téléfilm) : Pien
- 2009 : Juli (court métrage) : sœur Joshua
- 2009 : 13 in de oorlog (série télévisée) : Els Mulder
- 2009 : Hidden Stories (série télévisée) : Bregtje
- 2011 : Rembrandt en ik (nl) (série télévisée) : Cornelia à 15 ans
- 2011 : Vast (téléfilm) : Isabel
- 2012 : Lijn 32 (nl) (série télévisée) : Tamara Schoots
- 2012 : Alleen maar nette mensen (nl) : Naomi
- 2013 : Even Cowboys Get to Cry (court métrage) : la seconde fille
- 2014 : Zomer : Anne
- 2014 : Techno (clip musical de Yellow Claw, Diplo & LNY TNZ) : la fille
- 2015 : Prins : Laura
- 2015 : The Paradise Suite : Antoinette
- 2015 : Een goed leven (téléfilm) : Floor
- 2010-2015 : Penoza (série télévisée) : Natalie van Walraven
- 2011-2015 : Overspel (nl) (série télévisée) : Marit Steenhouwer
- 2016 : Brasserie Valentine : Sarah
- 2016 : Riphagen : Lena
- 2017 : Charlie en Hannah gaan uit : Jos
- 2023:  si c’était l’amour

### Télévision
- Lijn 32 – Tamara Schoots (8 episodes, 2012)
- 13 in de oorlog – Els Mulder (episodes 5 & 7, 2009)
- Overspel – Marit Steenhouwer (32 episodes, 2011–2015)[5]
- Rembrandt en ik – Cornelia (1 episode, 2011)
- Penoza – Natalie van Walraven (2010–2017)[6]

### Vidéoclips
- 2013 Nielson & Miss Montreal – Hoe
- 2014 Yellow Claw, Diplo & LNY TNZ – Techno (Ft. Waka Flocka Flame)
- 2017 Lil Kleine - Alleen